# Cercle de Ambidédi
Le cercle de Ambidédi est une circonscription administrative malienne instauré en 2023, il constitue le 5e cercle de la région de Kayes.

## Géographie
Le cercle compte 6 communes et s'étend à l'ouest de la région de Kayes, sur 2 624 km2 soit 4,15 % de la superficie régionale.

## Histoire
Lors de la réforme administrative de 2023, les communes de Kéméné Tambo, Kéri Kaffo, Sony, Tafacirga, Falémé, Fégui sont soustraites du cercle de Kayes pour former le 5e cercle de la région de Kayes.

## Administration
Instauré en 2023, le cercle compte 2 arrondissements, 6 communes et 57 VFQ : villages, fractions et quartiers. Le cercle est codé en 0105.
| Code   | Arrondissement                     |
| ------ | ---------------------------------- |
| 010501 | Arrondissement central de Ambidédi |
| 010502 | Arrondissement de Diboli           |

| Code     | Commune               | Chef-lieu           | VFQ | Superficie (km2) |
| -------- | --------------------- | ------------------- | --- | ---------------- |
| 01050101 | Kéméné Tambo          | Ambidédi Poste      | 15  | 530              |
| 01050102 | Guidimakan Kéri Kaffo | Gakoura Rive Droite | 10  | 1108             |
| 01050103 | Sony                  | Lany Tounka         | 6   | 188              |
| 01050104 | Tafacirga             | Tafacirga           | 6   | 98               |
| 01050201 | Falémé                | Diboli              | 9   | 640              |
| 01050202 | Fégui                 | Fégui               | 1   | 60               |